# Bejt Nir
Bejt Nir (hebrejsky בֵּית נִיר, v oficiálním přepisu do angličtiny Bet Nir, přepisováno též Beit Nir) je vesnice typu kibuc v Izraeli, v Jižním distriktu, v Oblastní radě Jo'av.

## Geografie
Leží v nadmořské výšce 246 metrů v pahorkatině Šefela, na úpatí Judských hor. Východně od vesnice začíná rozsáhlý lesní komplex, který pokrývá většinu území směrem k Zelené linii, jež odděluje Izrael v jeho mezinárodně uznávaných hranicích od okupovaného Západního břehu Jordánu.
Obec se nachází 28 kilometrů od břehu Středozemního moře, cca 48 kilometrů jihovýchodně od centra Tel Avivu, cca 37 kilometrů jihozápadně od historického jádra Jeruzalému a 10 kilometrů severovýchodně od města Kirjat Gat. Bejt Nir obývají Židé, přičemž osídlení v tomto regionu je etnicky převážně židovské.
Bejt Nir je na dopravní síť napojen pomocí lokální silnice číslo 353. Z ní tu k jihu odbočuje místní komunikace vedoucí do obce Bejt Guvrin.

## Dějiny
Bejt Nir byl založen v roce 1955. Název vesnice je volným překladem příjmení význačného představitele německého sionismu Maxe Bodenheimera (1865-1940). V září 1955 byl v této řídce osídlené krajině zřízen ranč na chov dobytka. Ten se zde ale neudržel. Nynější kibuc zde vznikl roku 1957 a byl osídlen členy hnutí ha-Šomer ha-Ca'ir.
Vesnice prochází stavební expanzí. Plánuje se zde 84 nových rodinných domů budovaných ekologicky ohleduplným způsobem. Většina obyvatel za prací dojíždí mimo obec, část pracuje v zemědělství (polní plodiny, pěstování oliv, chov dobytka na maso). Funguje tu i potravinářský průmysl a podnik na produkci šperků. V obci působí knihovna, plavecký bazén, sportovní areály, společenské centrum a obchod.

## Demografie
Podle údajů z roku 2014 tvořili naprostou většinu obyvatel ve Bejt Nir Židé - cca 500 osob (včetně statistické kategorie "ostatní", která zahrnuje nearabské obyvatele židovského původu ale bez formální příslušnosti k židovskému náboženství, cca 600 osob).
Jde o menší obec vesnického typu s dlouhodobě rostoucí populací. K 31. prosinci 2014 zde žilo 557 lidí. Během roku 2014 populace stoupla o 2,0 %.
| Rok            | 1961 | 1972 | 1983 | 1995 | 2001 | 2003 | 2004 | 2005 | 2006 | 2007 | 2008 | 2009 | 2010 | 2011 | 2012 | 2013 | 2014 |
| -------------- | ---- | ---- | ---- | ---- | ---- | ---- | ---- | ---- | ---- | ---- | ---- | ---- | ---- | ---- | ---- | ---- | ---- |
| Počet obyvatel | 54   | 190  | 315  | 264  | 261  | 268  | 279  | 277  | 282  | 291  | 303  | 310  | 359  | 433  | 522  | 546  | 557  |